# Нортон, Эдвард Лоури
Эдвард Лоури Нортон (англ. Edward Lawry Norton; 28 июля 1898, Рокленд, Мэн — 28 января 1983, Чатем, Нью-Джерси, США) — инженер и ученый, работал в корпорации Bell Labs, прославился разработкой концепции одноименной эквивалентной схемы. Учился в Университете Мэна в течение двух лет прежде, чем перейти в Массачусетский технологический институт, где и получил степень бакалавра наук в области электротехники в 1922. Кроме того, получил степень магистра искусств в Колумбийском университете в 1925.

## Достижения в науке
Хотя основными направлениями работ были теория цепей связи и скоростная передача данных через телефонные линии, Эдвард Л. Нортон больше всего запомнился как разработчик аналога эквивалентной схемы Тевенина, в настоящее время известной как эквивалентная схема Нортона. Действительно, Нортон и коллеги из AT&T в начале 1920-х признаны одними из первых, кто применил тогда новейший научный результат Чарльза Тевенина Леона. В 1926 он предложил использовать двухполюсник в виде параллельного соединения источника тока и резистора при разработке контрольно-измерительной аппаратуры, управляемой током. Нортон начал свою научную карьеру в 1922 году в отделе инженерии компании Western Electric (позднее Bell Laboratories). В сферу его активного исследования входили теория сетей, акустические системы, электромагнитные устройства и передача данных.
Всего на счету ученого насчитывается девятнадцать патентов.